# Stadttheater Cuxhaven

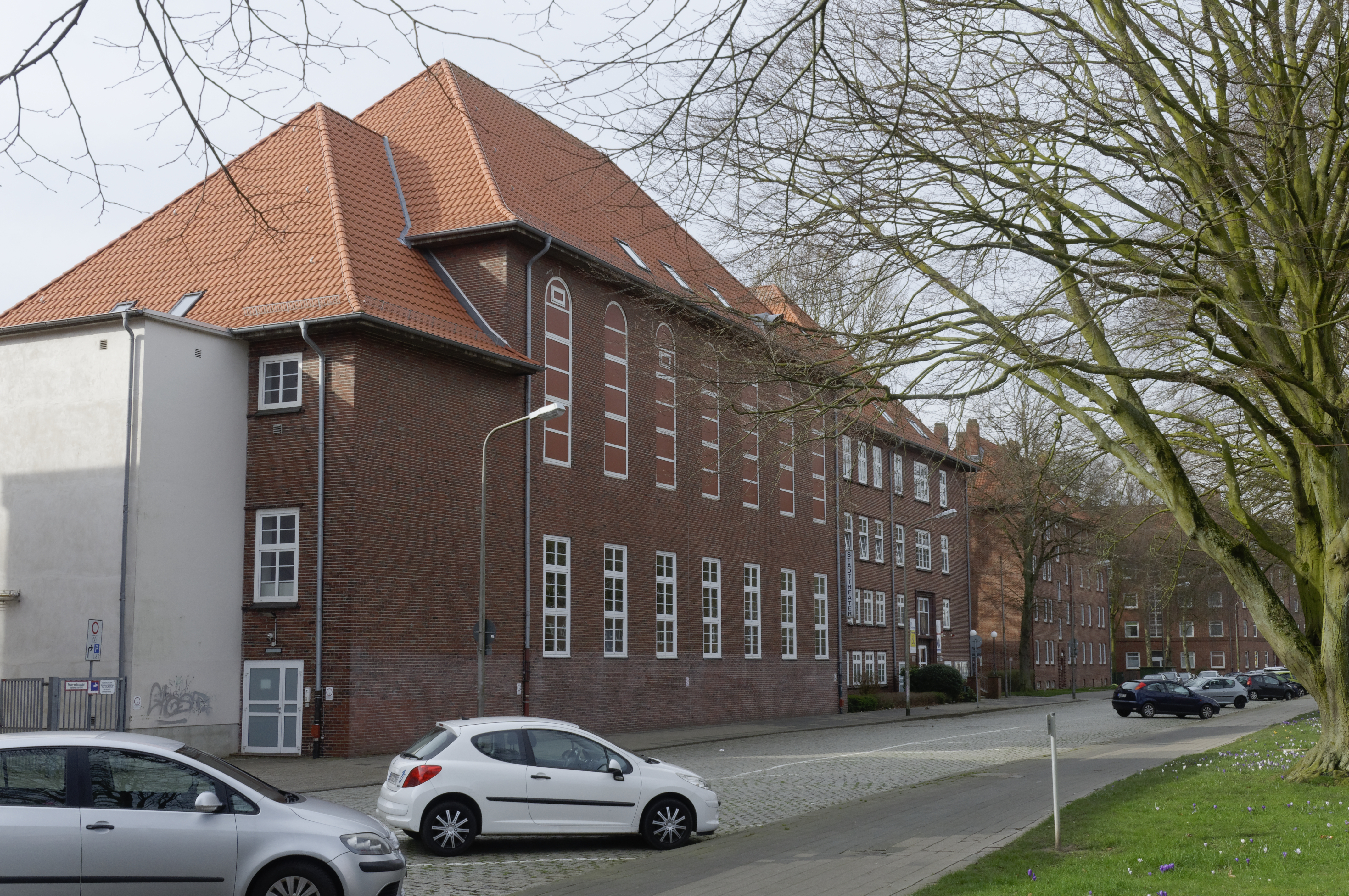
Bleickenschule mit dem Stadttheater

Das Stadttheater Cuxhaven in Cuxhaven, Rathausstr. 21, wird seit um 1980 betrieben. 

## Geschichte
Bis Ende 1920 wurde von der Stadt der Tanzsaal im ehemaligen Hotel Glocke (Annenstraße 3) zu einem Stadttheater umgebaut, ergänzt um eine Weinstube und dem Theaterrestaurant in den angrenzenden Räumen. Konzerte, Varieté- und Kinovorführungen sowie Gastspiele anderer Ensembles gehörten zum Programm der seit 1923 bestehenden Stadttheater-GmbH. 1932 gab es vier Kinotage und zwei Theatertage. Zeitweise wurde es auch UT (UFA-Theater) genannt. 1934 wurde die Stadttheater-AG aufgelöst.
Nach dem Zweiten Weltkrieg fanden im privatisierten UT wieder Kinovorstellungen statt, ergänzt u. a. durch Veranstaltungen der britischen Truppenbetreuung und des Itzehoer Stadttheater. Die Ausstattung im UT wurde mehrfach verbessert. Weitere Bühnen wurden in Cuxhaven eingerichtet wie die Lichtbühne in der Aula des Gymnasiums, eine Bühne im großen Saal des Hotels Zur Sonne und das Schauspielstudio (Fischkistenbühne genannt) der Volkshochschule im Musiksaal der Bleickenschule. 1958 kaufte die Stadt das UT-Kino. 1963 wurde das marode Gebäude aber abgerissen und der Parkplatz Alt-Cuxhaven entstand hier. 1971 beschloss der Rat die Auflösung des Stadttheater-Ensembles.
Seit um 1980 besteht wieder das Stadttheater Cuxhaven Es wird als Bespielungstheater ohne eigenes Ensemble mit Produktionen von verschiedenen Tournee-Unternehmen bespielt (u. a. Hamburger Kammerspiele, Landestheater Detmold, Ohnsorg-Theater). Seit den 2010er Jahren konnte eine gleichbleibend hohe Auslastung erreicht werden. In der Regel findet in der Spielzeit (September bis Mai) einmal wöchentlich eine Veranstaltung statt. Ein ABO für 19 Stücke wurde in der Saison 2019/20 angeboten.
Die Aufführungen finden in der 350 Besucher fassenden, umgebauten Aula der Bleickenschule statt. Eine moderne Technik für ein Theater wurde installiert. Das Theater wurde 2000 umfassend saniert und ein Lastenaufzug für den Bühnenaufbau eingebaut. Ein behindertengerechter Zugang konnte hergestellt werden. 
Im Mai 2018 fand im Stadttheater das 1. Theaterfestival Neue Niederdeutsche Dramaturgie vom Niederdeutschen Bühnenbund statt.

## Weitere Theater
- Die Aufführungen des Theaters Döser Speeldeel als Niederdeutsche Bühne Cuxhaven finden seit 2013 im Stadttheater statt.
- Die Theatergruppe Das letzte Kleinod spielt mit einigen Aufführungen in verschiedenen Räumen und Orten.
- Das Störtebeker-Freilichttheater spielt im Sommer seit 2009 in der historischen Festungsanlage Fort Kugelbake.